# Herbert Koller (Manager)
Herbert Koller (* 19. Juli 1911 in Wösendorf, Niederösterreich; † 27. April 1995 in Krems an der Donau) war ein österreichischer Manager und von 1961 bis 1977 Generaldirektor der VÖEST.

## Leben
Koller besuchte das Stiftsgymnasium Melk, wo er zu den besten Schülern gehörte. Zum 10. Dezember 1931 trat er der NSDAP bei (Mitgliedsnummer 687.364) und war damit illegaler Nationalsozialist. Danach studierte er Rechtswissenschaften an der Universität Wien und promovierte 1934. Er wurde zunächst wissenschaftlicher Mitarbeiter der Universität, dann Sekretär des Industriellenverbandes in St. Pölten. Am 28. Februar 1941 trat  Koller der SS bei (SS-Nummer 459.855), er avancierte zum Untersturmführer. 1938 bis 1944 war er Referent bei der Reichsarbeitsverwaltung in Wien und Graz,  im Frühjahr 1944 wurde er ins Reichssicherheitshauptamt versetzt. Ab 1944 diente er dann in der Kriegsmarine, die Jahre 1945 bis 1947 verbrachte er in britischer Kriegsgefangenschaft. Über den Bund Sozialistischer Akademiker, einer SPÖ-Organisation, konnte der ehemalige NS-Mann Koller in der Zweiten Republik wieder Fuß fassen.
Zur VÖEST kam er 1949 als Sachbearbeiter, bis 1955 arbeitete er sich zum Werksdirektor der Hütte Krems hoch. 1961 wurde er schließlich Generaldirektor des Gesamtkonzerns. Er erwarb sich besondere Verdienste um die Rekonstruktion und Umstrukturierung der verstaatlichten Stahlindustrie. Nach seiner Pensionierung war er Funktionär der Wirtschaftskammer. 1980 wurde er in den Generalrat der Oesterreichischen Nationalbank berufen, 1981 bis 1988 war er deren 1. Vizepräsident.
Koller war Ehrensenator der Johannes-Kepler-Universität Linz. Im Juni 2023 wurde ihm die Ehrenmitgliedschaft in der Kunstuniversität Linz entzogen.